# Гуламали-хан Каджар
Гуламели-хан (азерб. Qulaməli xan Ziyadoğlu-Qacar, 1783—1784) — пятый хан Эриванского ханства, пришедший к власти в 15-ти летнем возрасте и правивший 8 месяцев. Старший сын прошлого Гусейн-Али хана.

## История
Приход к власти Гуламели-хана в Эриванском ханстве оценивался ереванской знатью однозначно, они считали его не таким надёжным. Пока Гуламели-хан был занят похоронами своего отца, один из местных вельмож, Усми-бей, поднял мятеж и захватил Эриванскую крепость, но он был подавлен с помощью бывших сторонников покойного Гусейн-Али хана.
Восьмимесячное правление Гуламели-хана — один из самых противоречивых периодов Эриванского ханства. Воспользовавшись тем, что Гуламели-хан был очень молод и неопытен, эти Российская и Османская империи пытались привлечь его на свою сторону. Если Гусейн-Али хан занял нейтральную позицию между двумя сторонами, то в период правления Гуламели-хана Эреванское ханство сблизилось с Османским государством, которое переживало, что грузинский царь Ираклий 2 может захватить ханство. Представители пашей Ахалциха, Эрзурума и Карса приехали в Ереван в связи со смертью его отца, воспользовались случаем для переговоров с Гуламели-ханом.
В письме Салману-паше Чылдыра, Гуламели-хан направил ему ценную информацию о событиях, происходящих в то время в ханстве. Из письма видно, что для привлечения Гуламели-хана на свою сторону Абдул-Хамид I удостоил его должности бейлербея, и в то же время османским пашам было приказано оказывать ему всестороннюю помощь в трудную минуту.
Однако из-за близких отношений с османами Гуламели-хан не соблюдал мир, заключённый с Ираклием II, и не соблюдал условия договора. Понимая, что вторгнуться в Эриванское ханство нелегко, Ираклий II сначала прибегнул к дипломатическим средствам.

## Смерть
Так, летом 1784 года против Гуламели-хана был организован заговор, в результате которого хан был убит. По словам Мустафы-паши Карса:
```
— «В результате сближения Эриванского хана с 
Османским государством
 перед лицом реальной опасности Гуламели-хан был убит в результате проделок русских в районе и их союзника, 
грузинский царь
»
[
9
]
[
неавторитетный источник
]
.
```